# Bernd Hackländer
Bernd Hackländer (* 27. November 1950 in Solingen) ist ein deutscher Hörspielautor.

## Leben und Wirken
Nach dem Besuch der Volksschule in Wald (Solingen) absolvierte Hackländer von 1965 bis 1970 das kirchliche Dietrich-Bonhoeffer-Aufbaugymnasium in Hilden. Von 1970 bis 1971 leistete er Wehrersatzdienst in einem Kinderkrankenhaus. 1972 begann er ein Studium an der Pädagogischen Hochschule in Wuppertal, das er 1974 abbrach. Er absolvierte dann ein Verlagspraktikum beim Hanstein-Verlag und arbeitete in der Folgezeit als Maler und Anstreicher.
Hackländers erste Hörspiele wurden in den 1970er Jahren gesendet. Er erhielt ein Förderstipendium der Stadt Köln und wurde 1981 mit dem Kurt-Magnus-Preis der ARD ausgezeichnet. Seine Romane und Erzählungen blieben teilweise unveröffentlicht.

## Hörspiele
- 1979: Senkrechtstart sozusagen – Regie: Hans Gerd Krogmann (Original-Hörspiel – WDR)[2]
- 1979: Diarium Makabrium. Ein poetischer Rapport aus der Zeit, als die Stadtmauern schon nicht mehr geholfen haben – Regie: Friedhelm Ortmann (Hörspiel – WDR)
- 1980: Erhebung einer Vorgeschichte – Regie: Hans Gerd Krogmann (Originalhörspiel – WDR)[2]
- 1981: Land und Leute. Die Hörspielgalerie: Bielefeld „Zwischen den Generationen: Jugend“: Heimfahrt zweiter Klasse – Regie: Günter Bommert (Mundarthörspiel – WDR)
  - Auszeichnung: Hörspiel des Monats März 1981
- 1981: König Sauerkraut (2 Teile) – Regie: Heinz Dieter Köhler (Originalhörspiel – WDR)
  - Auszeichnung: Kurt-Magnus-Preis 1981
- 1981: Erhebung einer Vorgeschichte – Regie: Wolf Neuber (Originalhörspiel – ORF)
- 1983: Ein Jungbauernblues – Regie: Klaus Mehrländer (Kurzhörspiel – WDR)
- 1985: Probelauf für einen Mord – Regie: Frank Erich Hübner (Originalhörspiel, Kriminalhörspiel – WDR)
- 1986: Die Herzmaschine – Regie: Hans Helge Ott (Hörspiel – RB)
- 1987: Schnee von gestern – Regie: Albrecht Surkau (Originalhörspiel, Kriminalhörspiel – WDR)

Quelle: ARD-Hörspieldatenbank

## Quelle
- Deutsche Digitale Bibliothek - Archivportal: Hackländer, Bernd